# 1976년 전미 비평가 협회상
제11회 전미 비평가 협회상은 1976년 최고의 영화를 기리기 위해 1977년 1월에 열린 시상식이다.

## 수상 및 후보

### 작품상
- 모두가 대통령의 사람들 수상

### 감독상
- 택시 드라이버 - 마틴 스코세이지 수상

### 여우주연상
- 캐리 - 씨씨 스페이식 수상

### 남우주연상
- 택시 드라이버 - 로버트 드 니로 수상

### 여우조연상
- 택시 드라이버 - 조디 포스터 수상

### 남우조연상
- 모두가 대통령의 사람들 - 제이슨 로바즈 수상

### 각본상
- 2000년에 스물다섯살이 되는 요나 - 알레인 태너 수상

### 촬영상
- 바운드 포 글로리 - 하스켈 웩슬러 수상